# Hirofumi Watanabe (Fußballspieler)
Hirofumi Watanabe (jap. 渡部 博文, Watanabe Hirofumi; * 7. Juli 1987 in Nagai, Präfektur Yamagata) ist ein japanischer Fußballspieler.

## Karriere
Hirofumi Watanabe erlernte das Fußballspielen in der Schulmannschaft der Yamagata Chuo High School sowie in der Universitätsmannschaft der Senshū-Universität. Von hier aus wurde er 2008 an Kashiwa Reysol ausgeliehen. Hier unterschrieb er 2010 auch seinen ersten Profivertrag. Der Verein aus Kashiwa spielte in der zweithöchsten Liga des  Landes, der J2 League. 2010 wurde er mit dem Club Meister der zweiten Liga und stieg in die erste Liga auf. 2011 wurde er an den Zweitligisten Tochigi SC nach Utsunomiya ausgeliehen. Für Tochigi absolvierte er 33 Zweitligaspiele und schoss dabei drei Tore. 2015 wechselte er zum Erstligisten Vegalta Sendai nach Sendai. 63 Erstligaspiele absolvierte er für Vegalta. 2017 unterschrieb er einen Vertrag bei Vissel Kōbe in Kōbe. 2019 gewann er mit dem Club den Kaiserpokal. Im Endspiel siegte man gegen die Kashima Antlers mit 2:0. Anfang 2020 gewann er mit Vissel den Supercup. Gegen den japanischen Meister von 2019, den Yokohama F. Marinos, gewann man im Elfmeterschießen mit 6:5. Nach vier Jahren wechselte er Anfang 2021 zum Zweitligisten Renofa Yamaguchi FC.

## Erfolge
Kashiwa Reysol
- J2 League: 2010  ▲

Vissel Kōbe
- Kaiserpokal: 2019
- Japanischer Fußball-Supercup: 2020